# Хабаровский троллейбус
Хабаровский троллейбус — сеть линий общественного транспорта в Хабаровске, функционирующая наряду с трамвайной сетью и городским автобусом. Сеть обслуживает МУП «ГЭТ» города Хабаровска. Является самой восточной троллейбусной сетью России.

## История
Движение троллейбусов в Хабаровске открылось 17 января 1975 года. В том же 1975 г. введено в эксплуатацию троллейбусное депо (№ 3) и запущен в троллейбусный маршрут № 1 протяженностью 25,5 км в однопутном исчислении. По состоянию на 2005 год протяженность линий троллейбусной сети составляла более 50 километров.
С 2003 года ведётся обновление троллейбусного парка. В 2008-м году на службу в МУП «ХТТУ» пришло 10 новых троллейбусов ВМЗ-5298.00, два низкопольных троллейбуса БТЗ-52763 и белорусский БКМ-321, в 2012 и 2015 гг. — 2 низкопольных троллейбуса ТролЗа-5275.03 «Оптима».
В 2021 г. из Москвы в Хабаровск поступили 20 б/у низкопольных троллейбусов модели БКМ-321. Поставка данных троллейбусов позволила обновить подвижной состав на маршруте № 1, и отправить на списание самые изношенные троллейбусы.
Второе дыхание хабаровский троллейбус получил в 2022 г., когда в город на испытания прибыл белорусско-российский троллейбус УТТЗ-6241.01 (в кузове автобуса МАЗ-203), оборудованный системой увеличенного автономного хода не менее 20 км. Троллейбус так понравился горожанам и специалистам МУП «ГЭТ», что было принято решение не только выкупить его (образец остался работать с гаражным номером 262), но и заказать ещё 9 аналогичных машин. Первые 3 машины прибыли в самом конце 2022 г. и в январе 2023 г. вышли на линию.
В конце августа 2023 г. в город из Беларуси прибыли троллейбусы МАЗ, на данный момент они эксплуатируются в городе с 15.11.2023.
В 2023 году продолжилось масштабное обновление троллейбусного парка.
В конце 2024 года были закуплены и вышли на маршруты троллейбусы на автономном ходу Пересветы.

## Описание
Хабаровский троллейбус, так же как и трамвай, связывает отдалённые места города.

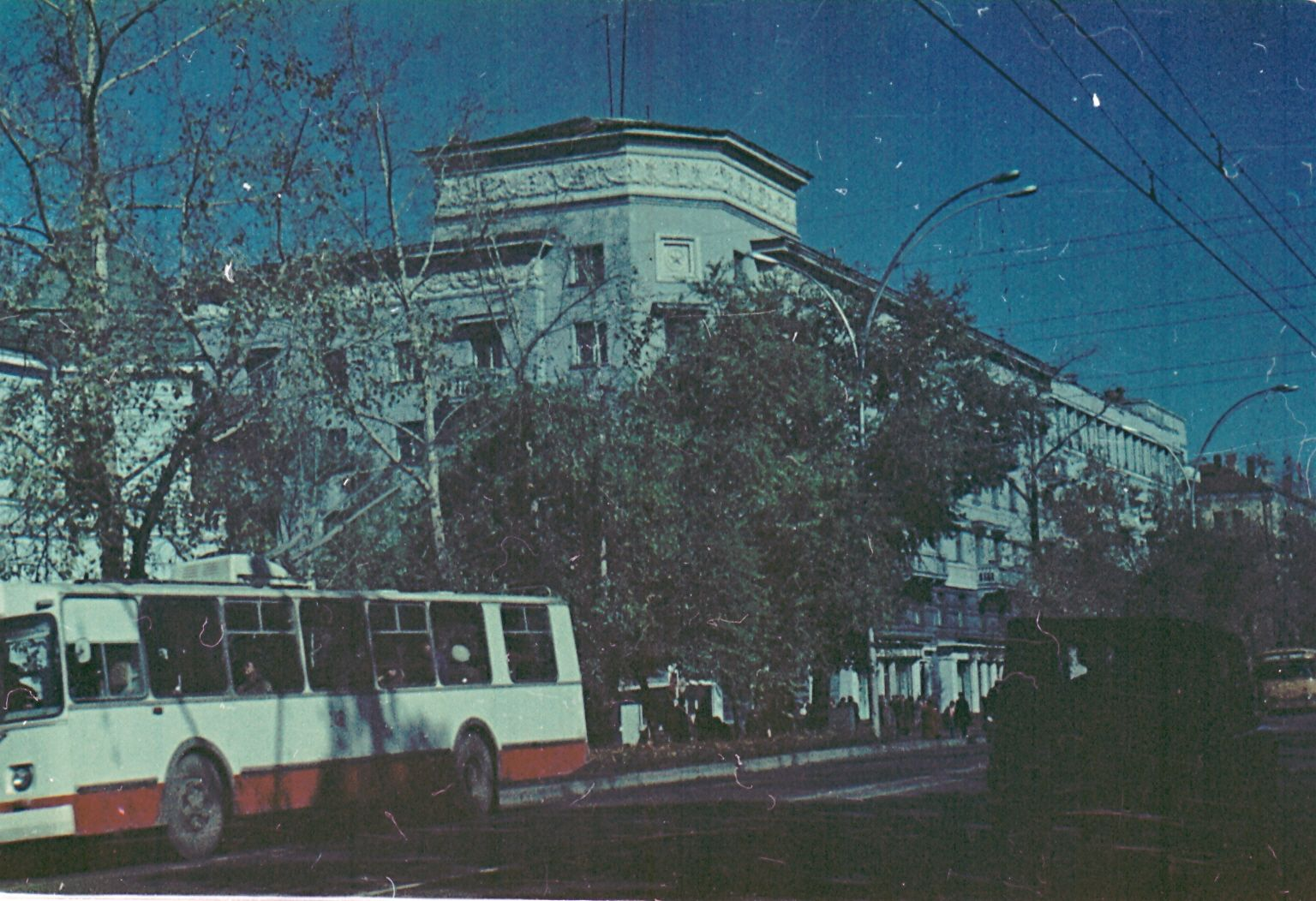
Троллейбус на №1, на ул. Карла-Маркса (ныне Муравьёва-Амурского), октябрь 1981 г.

Проезд с 20.12.2024 года составляет 37 рублей, после 20:00 — 40 рублей.
В ГЭТ действует система безналичной оплаты, проезд можно оплатить при помощи карты, брелока и телефона.

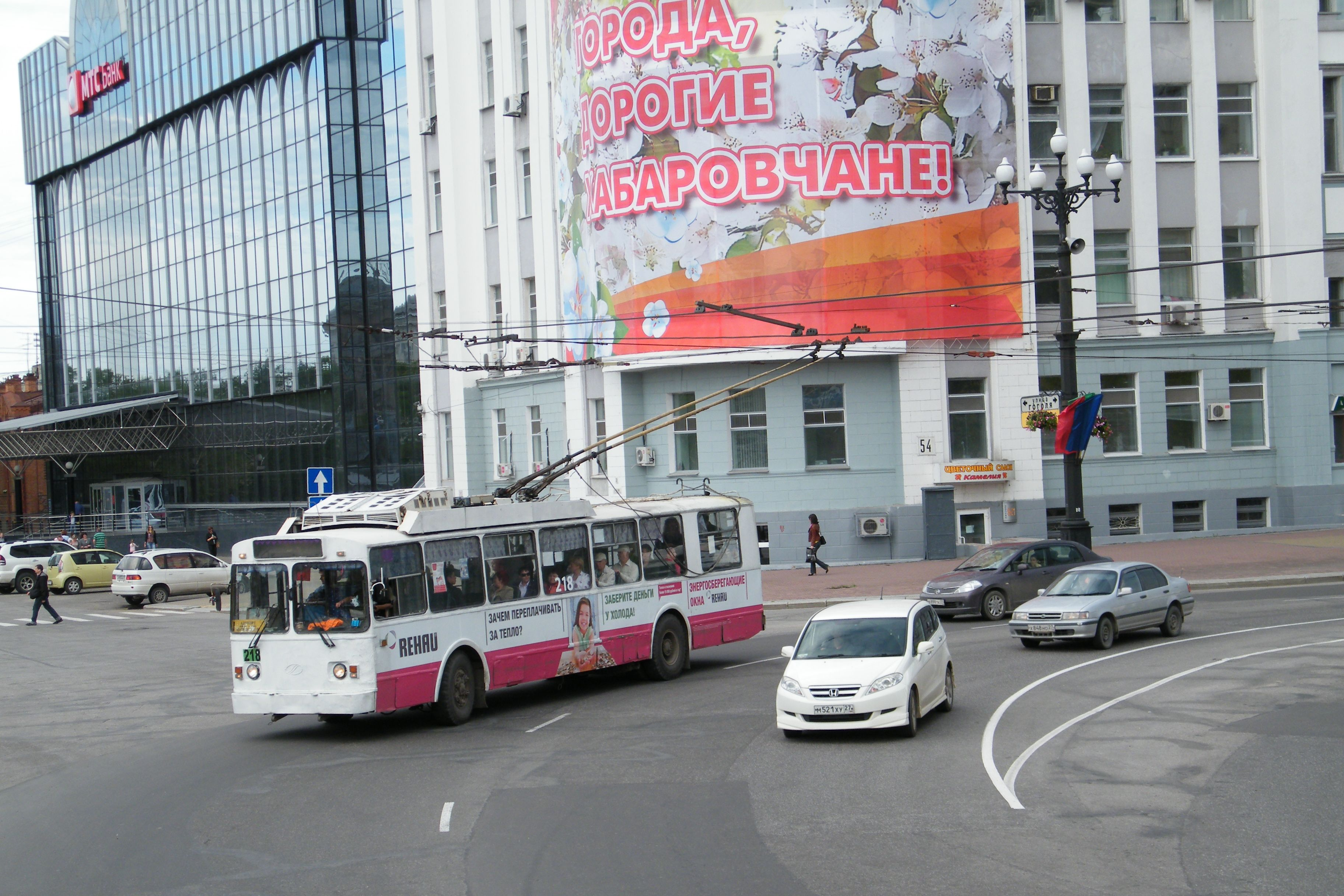
Троллейбус 218 на улице Карла-Маркса по 1 маршруту.

## Подвижной состав
На момент марта 2025 года в троллейбусном депо присутствуют 49 пассажирских, 2 служебных троллейбусов.
| Модель                                 | Фото | Общее количество троллейбусов/работающих троллейбусов/музейных троллейбусов | Бортовые номера эксплуатирующиеся/не эксплуатирующиеся/выведенных из эксплуатации троллейбусы          |
| -------------------------------------- | ---- | --------------------------------------------------------------------------- | --- |
| ЗиУ-682Г-016.04 (С широкой 1-й дверью) |      | 2/0/0                                                                       | ---/238/237                                                                                            |
| Тролза-5275.03 «Оптима»                |      | 2/0/0                                                                       | ---/240, 241/---                                                                                       |
| МАЗ-203Т70                             |      | 7/7/0                                                                       | 275, 276, 277, 278, 279, 280, 281/---/---                                                              |
| УТТЗ-6241.01 «Горожанин»               |      | 10/9/0                                                                      | 262, 263, 264, 265, 267, 268, 271, 272, 274/266/---                                                    |
| БКМ 321                                |      | 20/4/0                                                                      | 244, 246, 249, 254/242, 245, 247, 250, 251, 252, 253, 256, 257, 258/243, 248, 255, 259, (5826), (5629) |
| Volgabus-5270T «Пересвет»              |      | 17/16/0                                                                     | 282, 283, 284, 286, 287, 288, 289 290, 291, 292, 293, 294, 295, 296, 297, 298/285/---                  |

## История маршрутной сети

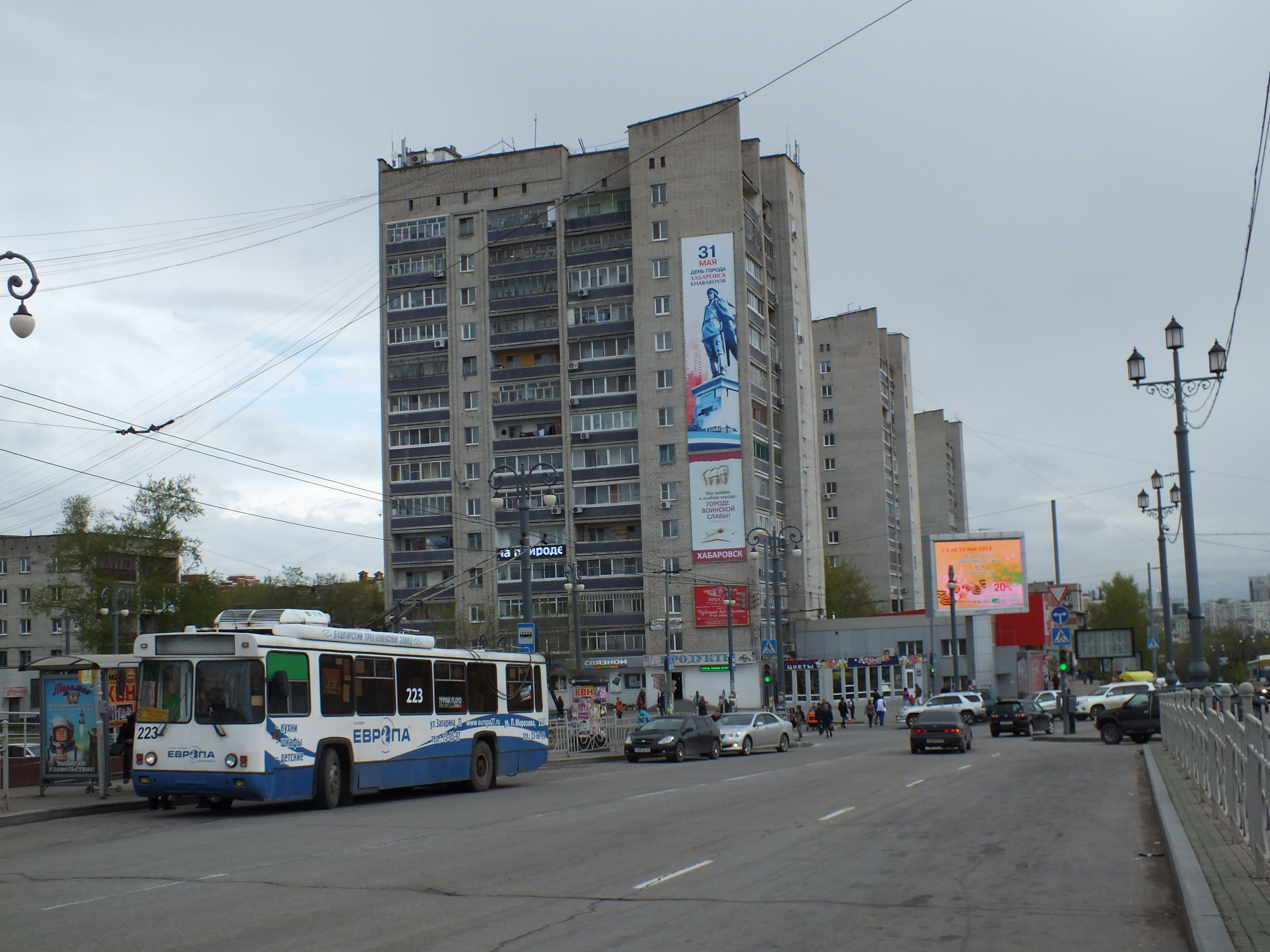
Троллейбус выехал на Вокзальную площадь «правым поворотом», май 2014 г.

Первый маршрут, запущенный в 1975 году, соединил аэропорт Хабаровска с Комсомольской площадью. В последующие годы появился маршрут от аэропорта до Дома одежды, который назывался 1у (с оборотным кольцом в границах улиц Синельникова — Ким Ю Чена — Московская — Карла Маркса). Просуществовал он недолго, а контактная сеть впоследствии стала технической, и используется в праздничные дни (при проведении шествий по проезжей части улицы Муравьёва-Амурского — на День города, 9 мая, некоторые другие праздники), когда центр города закрыт для транспорта, а также, по мере необходимости, зимой, когда снежный накат и ледяная корка на асфальте не позволяют троллейбусам подняться по ул. Шевченко до Комсомольской площади.
В 2001—2005 годах появились троллейбусные маршруты, которые связали аэропорт с железнодорожным вокзалом (№ 2 — в 2008 г. закрыт из-за нерентабельности и возросшей конкуренции со стороны маршрутов частного автотранспорта, восстановлен С 17 ноября 2014 года), Комсомольскую площадь и Первый микрорайон (№ 3 — отменён в 2012 году), аэропорт и Судоверфь (№ 4), железнодорожный вокзал и Судоверфь (№ 5).
В 2008 году планировалось расширение троллейбусной сети к 2011 году до микрорайона Хабаровск-2 и в Северный микрорайон до улицы Бондаря, но планы осуществлены не были.
С ноября 2014 г. изменена схема движения троллейбусов от улицы Ленинградской к железнодорожному вокзалу: до этого контактная сеть пересекала сама себя, троллейбусы выезжали на Вокзальную площадь «правым поворотом». Изменения также коснулись расположения остановок.

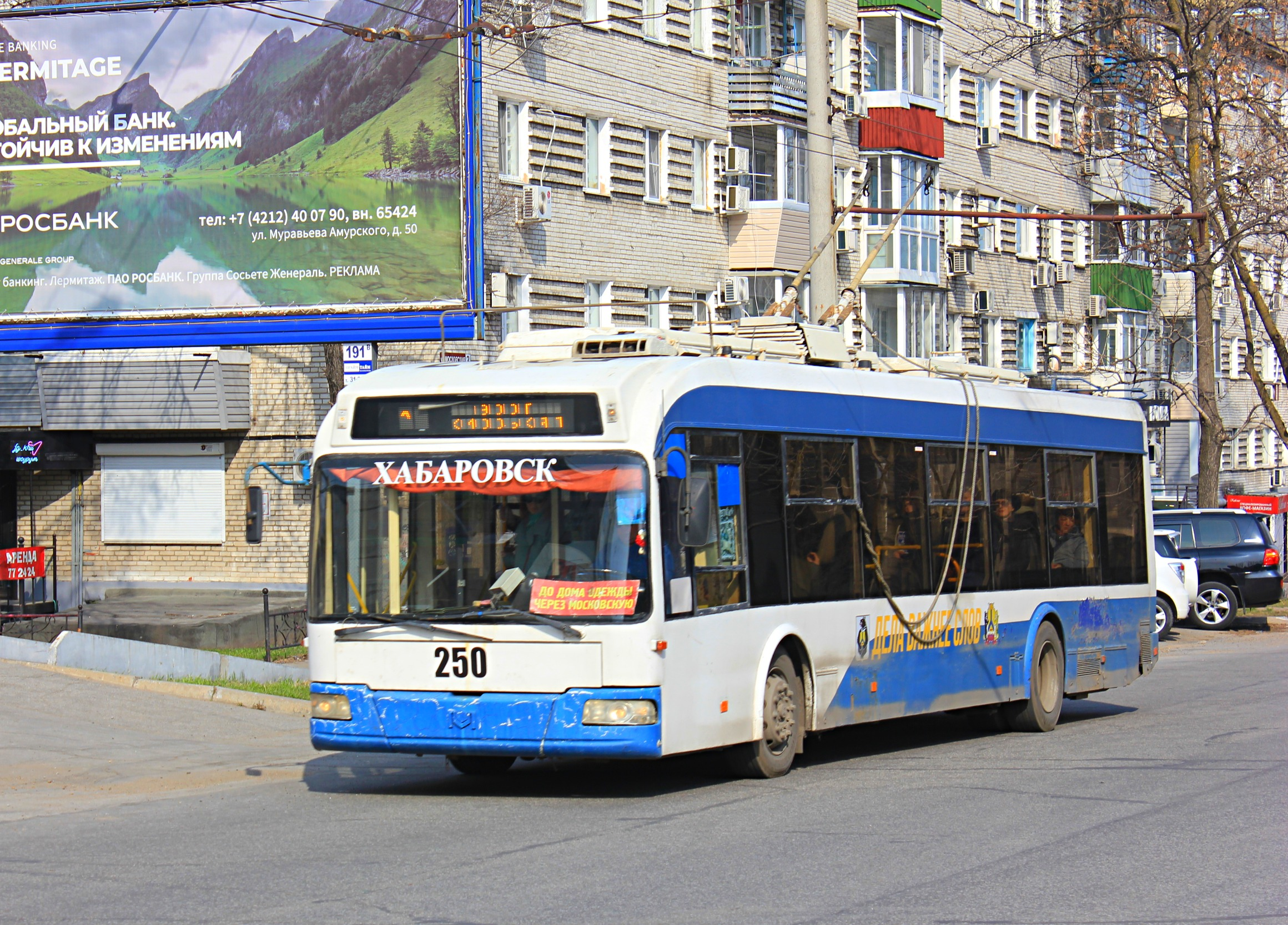
Троллейбус следует по №1У в связи с перекрытием центральных улиц города. Московская улица.

С 12 декабря 2016 временно законсервирована контактная сеть на железнодорожном вокзале, а также по улице Ленинградская, так как маршруты № 2,5 закрыты.
С октября 2017 года изменилась конечная остановка троллейбусов на время ремонта терминала в аэропорту. Теперь остановка рядом со старым аэровокзалом Хабаровска.
С лета 2019 контактная сеть на Проспекте 60 лет Октября — Калараша — Судоверфь (бывш. маршруты № 3,4,5) не используется в пассажирской эксплуатации, сеть полностью законсервирована.
С 16 сентября 2019 маршрут № 1 поменял путь следования в Хабаровском Аэропорту, теперь у него появилась полноценная конечная станция у нового Международного терминала.
С января 2020 года официально отменены маршруты № 4 и 5.
10 июня 2023 года начала свою работу новая версия маршрута № 2 «Аэропорт — Степная — Автовокзал — Железнодорожный вокзал — Аэропорт». Маршрут обслуживается с использованием автономного хода на участках улиц Большая, Воронежская и Ленинградская. С 1 августа троллейбусы маршрута № 2 следуют в обратном направлении (со стороны железнодорожного вокзала) по улице Воронежской и Большой.
С 25 января 2024 года схема следования маршрута № 2 вернулась к изначальной от 10 июня 2023 года. Также запущен маршрут № 3 следующий в противоход маршруту № 2, по улицам Карла Маркса, Синельникова, Ленинградским переулку и улице, Воронежской улице, Большой улице, Проспекту 60-летия Октября, улице Карла Маркса.
С 11 июля 2024 года сезонный автобусный маршрут № 28 «ДК Профсоюзов — Дачи малого аэропорта» переводится на обслуживание троллейбусами с увеличенным автономным ходом.
1 декабря 2024 года открыт новый троллейбусный маршрут № 4 «Комсомольская площадь — Онкологический центр». Маршрут обслуживают троллейбусы с увеличенным автономным ходом.
С 26 декабря 2024 года троллейбусный маршрут №3 временно закрыт из-за нехватки водителей.
16 июля 2025 года открыт новый маршрут №9 «Комсомольская площадь — Посёлок Берёзовка» по многочисленным просьбам жителей Берёзовки.

## Действующие маршруты
На 10 мая 2025 г. обслуживаются пять троллейбусных маршрутов с выпуском 19 троллейбусов.
| №  | Маршрут | Время работы | Интервал               | Выпуск                                                                           |
| -- | --- | --- | ---------------------- | -------------------------------------------------------------------------------- |
| 1  | Комсомольская площадь — Аэропорт                                                                                         | Будние: от Комсомольской пл. 6:27-22:19 (23:09 в депо) От Аэропорта 6:28-22:04 (23:11 в депо) Выходные: от Комсомольской пл. 6:34-22:19 (23:09 в депо) От Аэропорта 6:35-22:05 (23:12 в депо) | 4-12 минут             | 16 — будни (фактически 10-11) 12 — выходные и праздничные дни (фактически 10-11) |
| 2  | Аэропорт — ЖД Вокзал — Аэропорт, полукольцевой, против часовой                                                           | Ежедневно: От Аэропорта: 06:00 От Ж/Д Вокзала: 06:42 | 10-20 минут            | 4-6                                                                              |
| 3  | Аэропорт — ЖД Вокзал — Аэропорт, полукольцевой, по часовой (закрыт от 26.12.2024. Причина закрытия — нехватка водителей) | Ежедневно: От Аэропорта: 06:00 От Ж/Д Вокзала: 06:28 | 10-20 минут            | 4                                                                                |
| 4  | Комсомольская площадь — Онкологический центр                                                                             | Будние: От Комсомольской пл. 7:00, 7:26, 9:08, 10:00, 11:42, 12:32, 14:18, 15:08, 16:52, 17:46, 18:10, 18:40 От Онкологического центра 6:45, 7:26, 7:52, 8:18, 9:59, 10:51, 12:34, 13:24, 15:10, 16:00, 17:44, 18:38, 19:01, 19:31 Выходные: От Комсомольской пл. 7:08, 18:10, 18:40 От Онкологического центра 6:45, 7:26, 8:00, 19:01, 19:31                                                            | До 60 минут в часы пик | 2-4                                                                              |
| 28 | ДК Профсоюзов — Дачи малого аэропорта (Сезонный с 01.05 по 31.10)                                                        | Ежедневно: От ДК Профсоюзов: 07:37 От Дач Малого Аэропорта: 08:13 | 70 минут               | 1 — ежедневно                                                                    |
| 9  | Комосомольская площадь — Посёлок Берёзовка                                                                               | Ежедневно: От Комсомольской пл. 07:03, 07:30, 07:53, 08:19, 08:48, 09:37, 10:54, 11:49, 12:06, 12:38, 13:06, 13:34, 14:24, 15:19, 15:40, 16:32, 17:25, 17:54, 18:16, 18:43, 19:38, 20:28, 21:18, 22:10 От пос. Берёзовки. 06:40, 07:03, 07:29, 07:58, 08:47, 09:13 , 10:04, 10:59, 11:16, 11:48, 12:16, 12:44, 13:34, 14:29, 14:50, 15:42, 16:35, 17:04, 17:26, 17:53, 18:20, 18:48, 19:37, 20:28, 21:20 |                        |                                                                                  |
|    | Общий выпуск: 19 троллейбусов                                                                                            | |                        |                                                                                  |

В особых праздниках, как 9 мая, или зимой когда троллейбус не может доехать до комсомольской площади, троллейбусный маршрут №1 следует по №1У (Аэропорт — Матвеевское шоссе — Карла Маркса — улица Синельникова — улица Ким Ю Чена — улица Московская — Карла Маркса — Аэропорт). При обрыве КС на перегоне Питомник — Комсомольская Площадь/Стрелка — Аэропорт - вместо №1 используется №1Д.

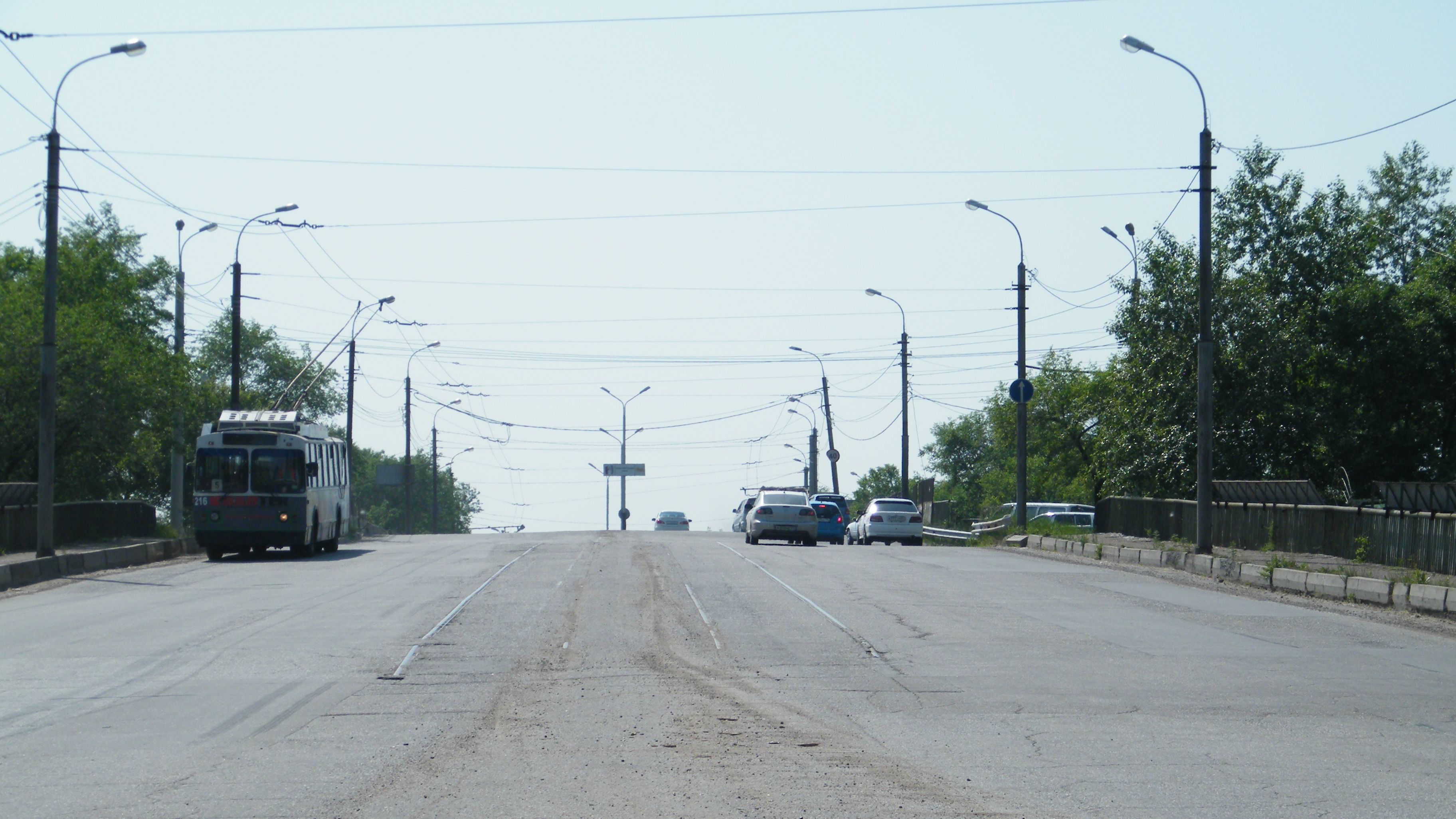
Троллейбус маршрута № 5. Видны трамвайные пути несостоявшегося маршрута №10 на путепроводе «ул. Юности — просп. 60 лет Октября»

## Закрытые троллейбусные маршруты
№ 5 (ЖД Вокзал — Судоверфь)
- Старое следование:
- № 2 (Комсомольская Площадь — ЖД Вокзал)
- № 3 (Комсомольская Площадь — Судоверфь)

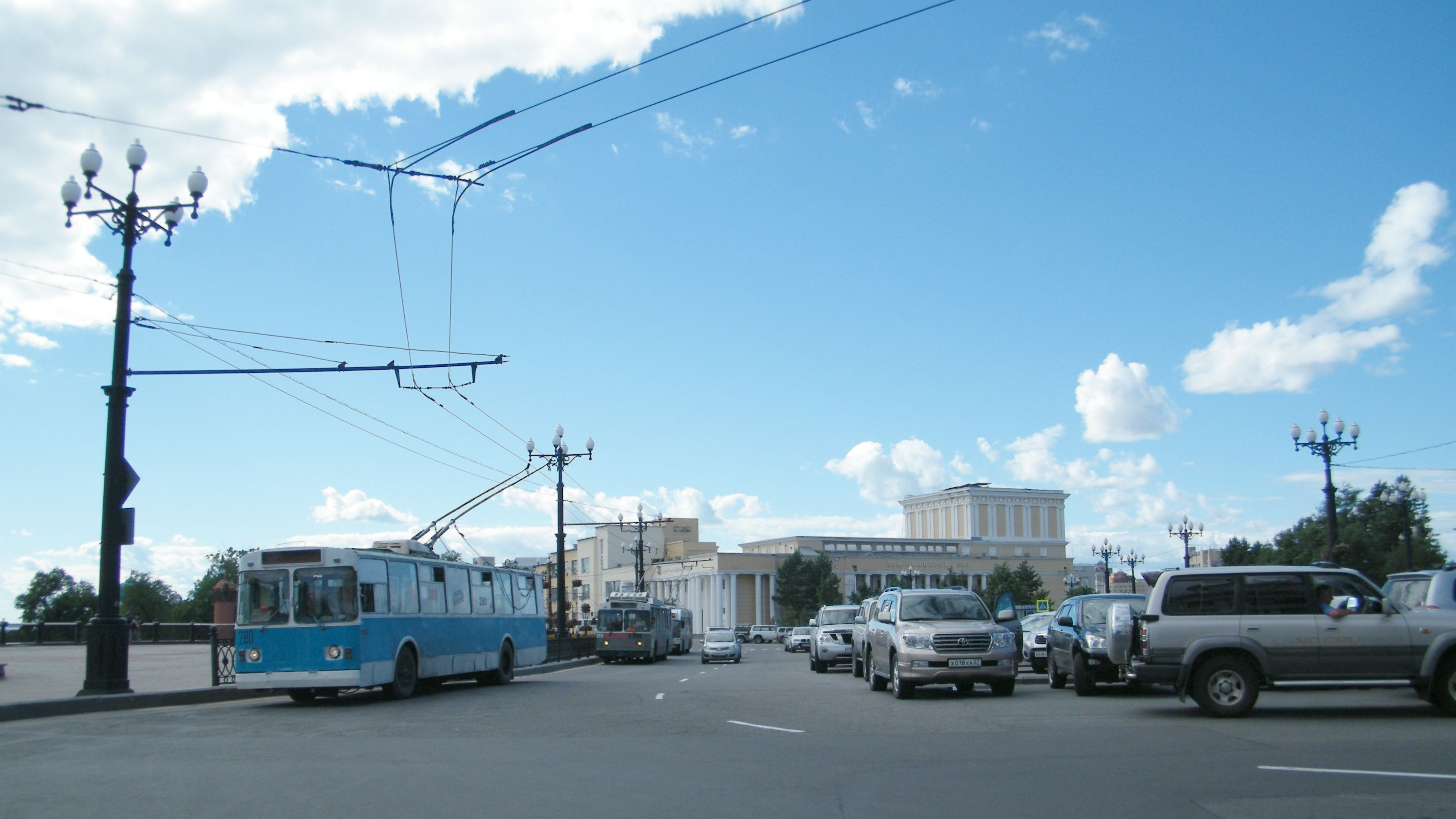
Троллейбусы на Комсомольской площади

- № 4 (Аэропорт — Судоверфь)